# 知礼
知礼（ちれい）は、中国北宋代の天台宗山家派の僧。四明智礼（しめい ちれい）と呼ばれ、四明尊者、四明大法師とも尊称される。天台宗の第14祖に擬せられている。

## 生涯
俗姓は金氏。字は約言、法智大師と諡された。明州の出身。
7歳の時に出家し、20歳で義通に入門して天台教学を修学した。最初は乾符寺に住し、その後、四明の延慶寺（保恩院）に変わった。講述を専らにして、山外派に属する智円や慶昭らと、その宗学や法系上の相違により対立し、盛んに宗学上の論争を繰り広げた。結果的に、分裂し混乱の極みにあった天台宗門の正灯を保持し、中興と称された。
その門下からは、尚賢・本如・梵臻らの僧が出て、各々が一派をなした。

## 著書
- 『十義書』
- 『観心二百問』
- 『観無量寿経疏妙宗鈔』
- 『金光明玄義拾遺記』
- 『観音義疏記』

ほか。

## 伝記資料
- 『仏祖統紀』巻8など